# Гідра (футбольний клуб)
Гідра Амал Шабаб або просто «Гідра» — алжирський футбольний клуб з однойменного міста, який виступає в Міжрегіональному дивізіоні чемпіонаті Алжиру (четвертий дивізіон), який має статус аматорського змагання. Найдавніший клуб міста Гідра, попередник «Параду», який виступає в Алжирській Професіональній Лізі 2 та Расінг Клуб де Гідра.
Крім футбольної секції в команді також діє легкоатлетична, шахова, боксерська та інші секції.

## Хронологія назв
- 1936: Групемент Спортіф де Алжир Гідра
- 1962: Гідра Атлетік Клаб

## Історія
Клуб було засновано в 1936 році під назвою «Групемент Спортіф де Алжир Гідра». В 1962 році, після здобуття незалежності Алжиру, з ініціативи тодішнього гравця клубу Алі Бенфадаха назву команди було змінено на Гідра АК, до того ж скорочена абревіатура клубу звучала як ГАК та була співзвучною з абревіатурою колишнього клубу Алі, французького «Гавра». 
В 1965 році ГАК посів друге місце в чемпіонаті, дозволивши випередити себе «Раед Шабаб Кубі», й, таким чином, команда не змогла вийти до елітного дивізіону національного чемпіонату. Сталося це тому, що у домашньому для себе матчі «Гідра» поступилася РШК з рахунком 0:1. Проте, найуспішнішими в історії клубу були 1970-ті роки, коли команда виступала в другому дивізіоні національного чемпіонату та Кубку Алжиру. Тією командою керував Алі Бенфада, а ключовими гравцями тієї команди були Резкан, Омар Сі Шаїб, Бельабед, Хафсі, Махі, Белькаїм, Ушен Омар, Фернанду та інші.
Найвищого результату в історії клубу ГАК досяг в 1995 році, коли вийшов до 1/2 фіналу кубку Алжиру, але на цій стадії клуб поступився з рахунком 2:0 майбутньому переможцю турніру, «Белуїздаду». Проте до цього «Гідра» сенсаційно переграла такий іменитий клуб як «МК Алжир».
У сезоні 2009/10 року клуб став переможцем свого регіонального чемпіонату та здобув путівку до Міжрегіонального (Четвертого) дивізіону національного чемпіонату.
Гідра АК відома в Алжирі в першу чергу завдяки своїй футбольній академії. Місцеві уболівальники досі згадують Фререза Сауді, Фререза Бенїссу, зразкового капітана з гарматним ударом Мехді Літіма, залізного оборонця Аміна Амарі та братів Гуендузі.